# Улица краља Петра Првог (Младеновац)
| Улица · КРАЉА ПЕТРА ПРВОГ | Улица · КРАЉА ПЕТРА ПРВОГ |
| ------------------------- | ------------------------- |
|                           |                           |
| Општина                   | Младеновац                |
|                           |                           |
|                           |                           |

Улица краља Петра Првог је главна и најдужа улица у Младеновцу. Простире од улаза у насеље Драпшин до насеља Међулужје.

## Опис улице
У улици се поред Споменика палим ратницима налазе градски парк, трг, многобројни кафићи, занатске и услужне радње. Један део улице чини мост, познат као надвожњак, који повезује центар града са Селтерс Бањом и осталим месним заједницама на југу градске општине. Ка северу води ка Сопоту и Београду, а ка југу ка Аранђеловцу.

## Попречне улице
- Цвијићева
- Десанке Максимовић
- Спасоја Павловића
- Иве Андрића
- Првог маја
- Владимира Ћоровића
- Слободана Јовановића
- Мише Миловановића
- Војводе Путника
- Јанка Катића
- Николе Пашића